# Razsolnik

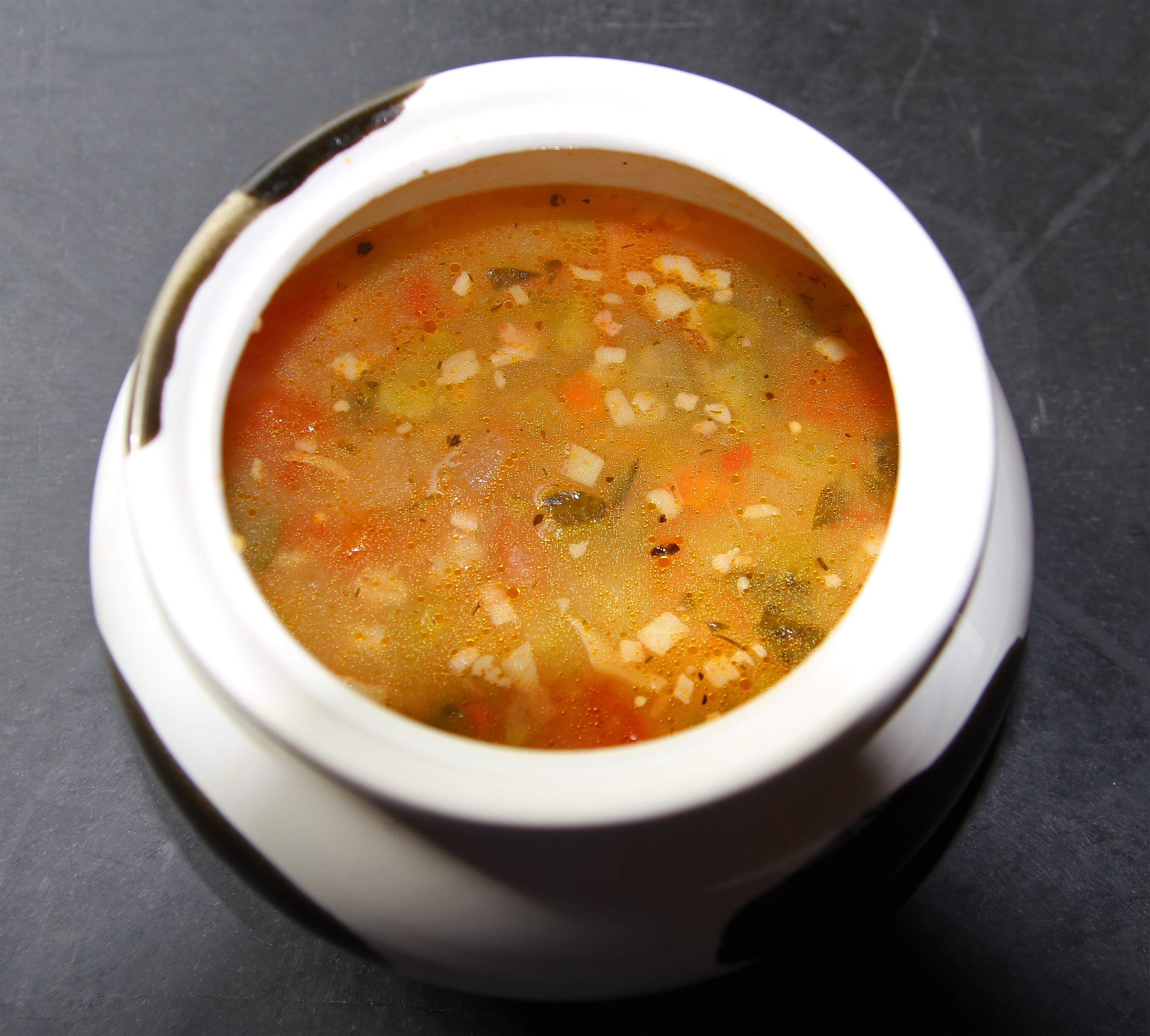
Razsolnik

Razsolnik (ros. рассольник) – rodzaj zupy ogórkowej, charakterystycznej dla kuchni rosyjskiej, opartej na gotowanych nerkach cielęcych z dodatkiem pietruszki, pora, selera, cebuli i szczawiu oraz ziemniaków. Zupa powinna być klarowna. Zamiast nerek możliwe jest użycie podrobów kurzych.